# Dominique Bulamatari
Pour les articles homonymes, voir Bulamatari.
Dominique Bulamatari, né le 4 juin 1955 à Kinshasa et mort le 26 août 2024 dans la même ville, est un évêque catholique congolais, évêque de Molegbe dans la province de l'Équateur de 2009 à 2023.

## Biographie
Dominique Bulamatari entre au séminaire Jean-XXIII de Kinshasa en 1976.
Il est ordonné prêtre le 20 avril 1980 pour l'archidiocèse de Kinshasa. Il est recteur du séminaire Jean-XXIII en 1987-1989.
Il est nommé évêque titulaire d'Elephantaris in Mauretania et évêque auxiliaire de Kinshasa le 29 octobre 1999. Il reçoit la consécration épiscopale le 30 janvier 2000 des mains du cardinal Frédéric Etsou-Nzabi-Bamungwabi alors archevêque de Kinshasa. 
Le 14 novembre 2009, Benoît XVI le nomme évêque du diocèse de Molegbe dans la province de l'Équateur.
Le 1er août 2023, le pape François accepte sa démission à l'âge de 68 ans sans que cette démission, intervenant avant l'âge habituel de 75 ans, ne soit expliquée. Dominique Bulamatari meurt le 26 août 2024 à Kinshasa, de « manière inopinée ».

## Centenaire du diocèse
Il a présidé aux célébrations du centenaire de l'évangélisation du diocèse[Lequel ?], qui se sont achevées le dimanche 21 novembre 2010.

## Chasse aux sorcières
La lutte contre la sorcellerie fait partie de ses préoccupations. Il fait parler de lui en février 2012, lorsqu'il réagit publiquement à une chasse aux sorcières ayant eu lieu à Gbadolite, le 23 janvier 2012 : deux hommes et une femme avaient été brûlés vifs pour une accusation de sorcellerie. L'évêque se rend aux funérailles des malheureux, et fait publier une lettre ouverte : 
« Maintenant je vais réunir tous les enseignants et tous les professeurs de nos écoles catholiques de la place, ainsi que les élèves des classes terminales du secondaire, pour une autre sensibilisation au respect sacré de la personne humaine parce qu'image de Dieu. Et j'insisterai sur le fait que des gens intellectuels ne peuvent pas admettre le recours à la sorcellerie pour expliquer un échec aux examens d'État et l'état de mauvaise santé physique. ...Il faut certainement d'autres actions pour conjurer ces dérives à cause de la sorcellerie... Que Dieu nous y aide ! »,.

## Participation à la conférence épiscopale
Dans la Conférence épiscopale nationale du Congo (Cenco), il est membre de la Commission épiscopale des séminaires et du clergé.